# Коробков, Спиридон Акинфович
Спиридон Акинфович Коробков (1914—2007) — советский геодезист, доктор технических наук, профессор Ленинградского горного института. Автор ряда научных работ в области математической обработки геодезический измерений.

## Биография
Родился 19 декабря 1914 года в хуторе Ильевка, рядом с современным Калачом-на-Дону. Официальная дата рождения внесена в метрические книги ошибочно как 19 января 1914 года. В 1932—1933 годах работал на Сталинградском тракторном заводе нарядчиком-нормировщиком. В 1933—1937 годах обучался в Саратовском геодезическом техникуме, по окончании получив квалификацию техника-фототопографа. В 1937 году поступил в Московский институт инженеров геодезии, аэрофотосъемки и картографии на астрономо-геодезический факультет, окончил его в октябре 1941 года.
Был мобилизован в ноябре 1941 года и проходил службу до декабря 1946 года. Был старшим триангулятором в 24-м геодезическом отряде войск ПВО, выполняя боевые задачи по топографо-геодезическому обеспечению зенитной артиллерии. Награждён орденом Красной Звезды.
В 1947—1949 годах работал старшим инженером-геодезистом в Ленинградском отделении Союзмаркштреста, занимался восстановлением геодезических сетей Донбасса. В 1949 году поступил в аспирантуру при кафедре геодезии Ленинградского горного института, в 1953 году защитил кандидатскую диссертацию на тему «Линии положения в инженерной геодезии». В 1973 году защитил докторскую диссертацию на тему «Топологический анализ геодезических построений». После кончины Л. Н. Келля временно исполнял обязанности заведующего кафедрой высшей геодезии и фотограмметрии ЛГИ в 1978—1979 годах. С 1985 года вышел на пенсию и работал в качестве профессора-консультанта до своей кончины в 2007 году.
В рамках научной деятельности занимался вопросами применения теории графов и теории матроидов к уравниванию геодезических сетей и построений.
Читал курсы «Геодезия», «Высшая геодезия», «Уравнивание геодезических сетей».

## Научные и учебные труды
- Монография «Применение теории графов в геодезии» (1976);
- Пособие «Предрасчет точности элементов геодезических сетей» (1981);
- Пособие «Основы сфероидической и теоретической геодезии» (1991);
- Статья «Обобщенные узлы геодезических сетей в реализации гиперграфами» (1994) (совместно с Э. А. Паршалюнасом, В. И. Самохваловым);
- Статья «Тензор ошибок на плоскости и в пространстве» (2000).